# Красне (гміна, Ряшівський повіт)
Гміна Красне (пол. Gmina Krasne) — сільська гміна у східній Польщі. Належить до Ряшівського повіту Підкарпатського воєводства.
Станом на 31 грудня 2011 у гміні проживало 10408 осіб.

## Територія
Згідно з даними за 2007 рік площа гміни становила 53.58 км², у тому числі:
- орні землі: 82.00%
- ліси: 7.00%

Таким чином, площа гміни становить 4.40% площі повіту.

## Населення
Станом на 31 грудня 2011:
| Опис     | Загалом | Загалом | Чоловіки | Чоловіки | Жінки | Жінки |
| -------- | ------- | ------- | -------- | -------- | ----- | ----- |
| одиниця  | осіб    | %       | осіб     | %        | осіб  | %     |
| все      | 10408   | 100     | 5092     | 48.92    | 5316  | 51.08 |
| міське   | 0       | 100     | 0        |          | 0     |       |
| сільське | 10408   | 100     | 5092     | 48.92    | 5316  | 51.08 |

## Сусідні гміни
Гміна Красне межує з такими гмінами: Ланьцут, Тичин, Тшебовнісько, Хмельник, Чорна.